# Triplexa psocopterus
Triplexa psocopterus är en nattsländeart som först beskrevs av Sykora 1967.  Triplexa psocopterus ingår i släktet Triplexa och familjen långhornssländor. Inga underarter finns listade i Catalogue of Life.